# Frauenfußball Universitätssportverein Jena 2011-2012
Questa voce raccoglie le informazioni riguardanti la sezione di calcio femminile del Frauenfußball Universitätssportverein Jena nelle competizioni ufficiali della stagione 2011-2012.

## Divise e sponsor
Il main sponsor era UNI Jena, quello tecnico, fornitore delle tenute da gioco, Adidas.
|  | Casa | Trasferta |

## Organigramma societario
Tratto dal della Federcalcio tedesca (DFB)
Area tecnica
- Allenatrice: Martina Voss-Tecklenburg (fino al 29 gennaio 2012)
- Allenatore: Daniel Kraus (dal 30 gennaio 2012)
- Allenatore in seconda: Daniel Kraus (fino al 29 gennaio 2012)
- Allenatore in seconda: Katja Greulich (dal 30 gennaio 2012)
- Allenatore dei portieri: Bernd Lindrath
- Fisioterapista:

## Rosa
Rosa, ruoli e numeri di maglia come da sito DFB.
| N. |                          | Ruolo | Calciatrice        |
| -- | ------------------------ | ----- | ------------------ |
| 1  | Germania (bandiera)      | P     | Tessa Rinkes       |
| 2  | Paesi Bassi (bandiera)   | D     | Mirte Roelvink     |
| 3  | Germania (bandiera)      | D     | Saskia Schwarz     |
| 4  | Germania (bandiera)      | C     | Julia Arnold       |
| 5  | Germania (bandiera)      | D     | Jofie Stübing      |
| 6  | Germania (bandiera)      | C     | Susanne Utes       |
| 7  | Germania (bandiera)      | A     | Sabrina Schmutzler |
| 8  | Germania (bandiera)      | D     | Sara Löser         |
| 9  | Germania (bandiera)      | A     | Sabine Treml       |
| 10 | Nuova Zelanda (bandiera) | A     | Amber Hearn        |
| 11 | Germania (bandiera)      | D     | Kathleen Radtke    |
| 12 | Germania (bandiera)      | P     | Klara Muhle        |
| 13 | Germania (bandiera)      | C     | Sylvia Arnold      |
| 14 | Germania (bandiera)      | C     | Nadine Kraus       |

| N. |                     | Ruolo | Calciatrice           |
| -- | ------------------- | ----- | --------------------- |
| 15 | Slovenia (bandiera) | C     | Fata Salkunič         |
| 16 | Germania (bandiera) | C     | Stephanie Milde       |
| 17 | Germania (bandiera) | C     | Lisa Seiler           |
| 18 | Germania (bandiera) | C     | Vivien Beil           |
| 19 | Croazia (bandiera)  | C     | Iva Landeka           |
| 21 | Germania (bandiera) | C     | Maxi Lehnard          |
| 22 | Germania (bandiera) | C     | Karoline Heinze       |
| 23 | Germania (bandiera) | D     | Laura Brosius         |
| 25 | Camerun (bandiera)  | C     | Marlyse Ngo Ndoumbouk |
| 27 | Germania (bandiera) | A     | Saskia Lehnert        |
| 28 | Italia (bandiera)   | P     | Katja Schroffenegger  |
| 28 | Germania (bandiera) | A     | Christiane Gotte      |
| 29 | Germania (bandiera) | C     | Louisa Lagaris        |
| 33 | Germania (bandiera) | D     | Carolin Schiewe       |

## Calciomercato

### Sessione estiva
| Acquisti | Acquisti             | Acquisti            | Acquisti   |
| R.       | Nome                 | da                  | Modalità   |
| -------- | -------------------- | ------------------- | ---------- |
| P        | Katja Schroffenegger | Südtirol Vintl      | definitivo |
| D        | Mirte Roelvink       | 2001 Duisburg       | definitivo |
| C        | Nadine Kraus         | SG Essen-Schönebeck | definitivo |
| A        | Amber Hearn          | Lynn-Avon United    | definitivo |

| Cessioni | Cessioni              | Cessioni        | Cessioni   |
| R.       | Nome                  | a               | Modalità   |
| -------- | --------------------- | --------------- | ---------- |
| P        | Jana Burmeister       | Wolfsburg       | definitivo |
| D        | Melanie Groll         | -               | ritirata   |
| D        | Marina Lehnhardt      | Landhaus Vienna | svincolata |
| D        | Juliane Rath          | Magdeburger FFC | definitivo |
| C        | Anna Höfer            | -               | ritirata   |
| C        | Marlyse Ngo Ndoumbouk | Sand            | definitivo |
| C        | Anne Bartke           | Magdeburger FFC | definitivo |
| A        | Genoveva Añonma       | Turbine Potsdam | definitivo |

### Sessione invernale
| Acquisti | Acquisti    | Acquisti      | Acquisti   |
| R.       | Nome        | da            | Modalità   |
| -------- | ----------- | ------------- | ---------- |
| C        | Iva Landeka | Unia Raciborz | definitivo |

| Cessioni | Cessioni | Cessioni | Cessioni |
| R.       | Nome     | a        | Modalità |
| -------- | -------- | -------- | -------- |
|          |          |          |          |

## Risultati

### Frauen-Bundesliga

#### Girone di andata
| Arbitro: | Muller-Schmah () (Potsdam) |

|  |           |                             |
|  | Marcatori | 12’ Keßler 43’, 63’ Pohlers |

| Arbitro: | Schultz (Wolfsburg) |

|             |           |  |
| Martini 90’ | Marcatori |  |

| Arbitro: | Elsner (Duisburg) |

|                                              |           |  |
| Bajramaj 51’ Crnogorčević 57’ Garefrekes 70’ | Marcatori |  |

| Arbitro: | Eisenhardt (Holzgerlingen) |

|             |           |  |
| Schiewe 16’ | Marcatori |  |

| Arbitro: | Kurtes (Düsseldorf) |

|                   |           |            |
| Baunach 8’ (rig.) | Marcatori | 35’ Arnold |

| Arbitro: | Wozniak (Herne) |

|  |           |                                                                 |
|  | Marcatori | 25’, 35’ Nagasato 33’, 37’, 48’ Añonma 39’ Mittag 73’ Göransson |

| Arbitro: | Baitinger (Friesenheim) |

|                                      |           |  |
| Islacker 57’ Bresonik 79’ Müller 86’ | Marcatori |  |

| Arbitro: | Appelmann (Sörgenloch) |

|  |           |              |
|  | Marcatori | 24’ Herrmann |

| Arbitro: | Stolz (Pritzwalk) |

|                |           |           |
| Timmermann 15’ | Marcatori | 75’ Hearn |

| Arbitro: | Hussein (Bad Harzburg) |

|                       |           |            |
| Hearn 22’ Schiewe 73’ | Marcatori | 83’ Linden |

| Friburgo in Brisgovia 11 dicembre 2011, ore 11:00 CET 11ª giornata | Friburgo                    | 0 – 0 referto | Jena | Möslestadion (305 spett.)\| Arbitro: \| Storch-Schäfer (Petersberg) \| |
| Arbitro:                                                           | Storch-Schäfer (Petersberg) |               |      |                                                                        |

#### Girone di ritorno
| Arbitro: | Heimann (Gladbeck) |

|                                                                                  |           |  |
| Radtke 2’ (aut.) Pohlers 32’ Keßler 35’, 55’ Blässe 47’ Goeßling 49’ Jakabfi 51’ | Marcatori |  |

| Arbitro: | Stolz (Pritzwalk) |

|                       |           |               |
| Schiewe 10’ Treml 75’ | Marcatori | 27’ Ioannidou |

| Arbitro: | Herrmann (Mönchengladbach) |

|  |           |                             |
|  | Marcatori | 31’ Garefrekes 86’ Marozsán |

| Arbitro: | Hussein (Bad Harzburg) |

|  |           |             |
|  | Marcatori | 74’ Schiewe |

| Arbitro: | Rafalski (Baunatal) |

|           |           |                                  |
| Hearn 78’ | Marcatori | 36’ Bachor 85’ Huyleur 90’ Šimić |

| Arbitro: | Derlin (Bad Schwartau) |

|                                             |           |            |
| I. Kerschowski 16’ Añonma 50’ Göransson 85’ | Marcatori | 15’ Arnold |

| Arbitro: | Illing (Limbach-Oberfrohna) |

|  |           |                           |
|  | Marcatori | 2’, 31’ Laudehr 87’ Oster |

| Arbitro: | Storch-Schäfer (Petersberg) |

|                                                                        |           |  |
| Crnogorčević 12’, 15’, 25’ Weber 39’ Garefrekes 43’, 79’ Behringer 48’ | Marcatori |  |

| Arbitro: | Müller-Schmäh (Potsdam) |

|  |           |           |
|  | Marcatori | 69’ Simon |

| Arbitro: | Stolz (Pritzwalk) |

|                                           |           |                     |
| Beckmann 52’ Schwab 79’ Bethke 90’ (rig.) | Marcatori | 42’ Beil 86’ Radtke |

| Arbitro: | Biehl (Siesbach) |

|                                     |           |  |
| Arnold 27’ Schmutzler 57’ Hearn 71’ | Marcatori |  |

### DFB-Pokal der Frauen
| Arbitro: | Stolz (Pritzwalk) |

|                  |           |                                                                                          |
| Rose Lindner 63’ | Marcatori | 32’, 51’, 62’, 72’ S. Arnold 35’, 66’ Hearn 38’ Milde 40’ J. Arnold 54’ Schiewe 88’ Beil |

| Arbitro: | Rafalski (Baunatal) |

|                             |           |                           |
| S. Arnold 6’ Milde 79’, 93’ | Marcatori | 51’ Pollmann 90’ Aschauer |

| Arbitro: | Storch-Schäfer (Petersberg) |

|                        |           |  |
| Lotzen 94’ Bachor 110’ | Marcatori |  |

## Statistiche

### Statistiche di squadra
| Competizione         | Punti | In casa | In casa | In casa | In casa | In casa | In casa | In trasferta | In trasferta | In trasferta | In trasferta | In trasferta | In trasferta | Totale | Totale | Totale | Totale | Totale | Totale | DR  |
| Competizione         | Punti | G       | V       | N       | P       | Gf      | Gs      | G            | V            | N            | P            | Gf           | Gs           | G      | V      | N      | P      | Gf     | Gs     | DR  |
| -------------------- | ----- | ------- | ------- | ------- | ------- | ------- | ------- | ------------ | ------------ | ------------ | ------------ | ------------ | ------------ | ------ | ------ | ------ | ------ | ------ | ------ | --- |
| Frauen-Bundesliga    | 18    | 11      | 4       | 0       | 7       | 9       | 22      | 11           | 1            | 3            | 7            | 7            | 24           | 22     | 5      | 3      | 14     | 16     | 46     | -30 |
| DFB-Pokal der Frauen | -     | 1       | 1       | 0       | 0       | 3       | 2       | 2            | 1            | 0            | 1            | 10           | 3            | 3      | 2      | 0      | 1      | 13     | 5      | +8  |
| Totale               | -     | 12      | 5       | 0       | 7       | 12      | 24      | 13           | 2            | 3            | 8            | 17           | 27           | 25     | 7      | 3      | 15     | 29     | 51     | -22 |

### Andamento in campionato
| Giornata  | 1 | 2 | 3  | 4 | 5 | 6 | 7 | 8  | 9  | 10 | 11 | 12 | 13 | 14 | 15 | 16 | 17 | 18 | 19 | 20 | 21 | 22 |
| --------- | - | - | -- | - | - | - | - | -- | -- | -- | -- | -- | -- | -- | -- | -- | -- | -- | -- | -- | -- | -- |
| Luogo     | C | T | T  | C | T | C | T | C  | T  | C  | T  | T  | C  | C  | T  | C  | T  | C  | T  | C  | T  | C  |
| Risultato | P | P | P  | V | N | P | P | P  | N  | V  | N  | P  | V  | P  | V  | P  | P  | P  | P  | P  | P  | V  |
| Posizione | 9 | 9 | 10 | 9 | 8 | 9 | 9 | 11 | 11 | 10 | 9  | 10 | 9  | 10 | 10 | 10 | 10 | 10 | 10 | 10 | 10 | 10 |

Legenda:

Luogo: C = Casa; T = Trasferta. Risultato: V = Vittoria; N = Pareggio; P = Sconfitta.

### Statistiche delle giocatrici
| Giocatore         | Frauen-Bundesliga | Frauen-Bundesliga | Frauen-Bundesliga | Frauen-Bundesliga | DFB-Pokal der Frauen | DFB-Pokal der Frauen | DFB-Pokal der Frauen | DFB-Pokal der Frauen | Totale   | Totale | Totale      | Totale     |
| Giocatore         | Presenze          | Reti              | Ammonizioni       | Espulsioni        | Presenze             | Reti                 | Ammonizioni          | Espulsioni           | Presenze | Reti   | Ammonizioni | Espulsioni |
| ----------------- | ----------------- | ----------------- | ----------------- | ----------------- | -------------------- | -------------------- | -------------------- | -------------------- | -------- | ------ | ----------- | ---------- |
| J. Arnold         | 21                | 3                 | 3                 | 0                 | 3                    | 1                    | 0                    | 0                    | 24       | 4      | 3           | 0          |
| S. Arnold         | 12                | 0                 | 2                 | 0                 | 3                    | 5                    | 0                    | 0                    | 15       | 5      | 2           | 0          |
| V. Beil           | 16                | 1                 | 0                 | 0                 | 3                    | 1                    | 0                    | 0                    | 19       | 2      | 0           | 0          |
| L. Brosius        | 20                | 0                 | 3                 | 0                 | 3                    | 0                    | 0                    | 0                    | 23       | 0      | 3           | 0          |
| C. Gotte          | 1                 | 0                 | 0                 | 0                 | -                    | -                    | -                    | -                    | 1        | 0      | 0           | 0          |
| A. Hearn          | 22                | 5                 | 1                 | 0                 | 3                    | 2                    | 0                    | 0                    | 25       | 7      | 1           | 0          |
| K. Heinze         | 20                | 0                 | 0                 | 0                 | 2                    | 0                    | 0                    | 0                    | 22       | 0      | 0           | 0          |
| N. Kraus          | 8                 | 0                 | 2                 | 0                 | 2                    | 0                    | 0                    | 0                    | 10       | 0      | 2           | 0          |
| L. Lagaris        | 4                 | 0                 | 0                 | 0                 | -                    | -                    | -                    | -                    | 4        | 0      | 0           | 0          |
| I. Landeka        | 7                 | 0                 | 0                 | 0                 | -                    | -                    | -                    | -                    | 7        | 0      | 0           | 0          |
| M. Lehnard        | -                 | -                 | -                 | -                 | -                    | -                    | -                    | -                    | -        | -      | -           | -          |
| S. Lehnert        | 4                 | 0                 | 0                 | 0                 | 0                    | 0                    | 0                    | 0                    | 4        | 0      | 0           | 0          |
| S. Löser          | 14                | 0                 | 5                 | 0                 | 2                    | 0                    | 0                    | 0                    | 16       | 0      | 5           | 0          |
| S. Milde          | 15                | 0                 | 0                 | 0                 | 3                    | 3                    | 0                    | 0                    | 18       | 3      | 0           | 0          |
| K. Muhle          | 1                 | -11               | 0                 | 0                 | 1                    | -2                   | 0                    | 0                    | 2        | -13    | 0           | 0          |
| M. Ngo Ndoumbouk  | -                 | -                 | -                 | -                 | -                    | -                    | -                    | -                    | -        | -      | -           | -          |
| K. Radtke         | 21                | 1                 | 3                 | 0                 | 3                    | 0                    | 1                    | 0                    | 24       | 1      | 4           | 0          |
| T. Rinkes         | 10                | -25               | 0                 | 0                 | -                    | -                    | -                    | -                    | 10       | -25    | 0           | 0          |
| M. Roelvink       | 22                | 0                 | 4                 | 0                 | 3                    | 0                    | 1                    | 0                    | 25       | 0      | 5           | 0          |
| F. Salkunič       | 5                 | 0                 | 0                 | 0                 | 1                    | 0                    | 0                    | 0                    | 6        | 0      | 0           | 0          |
| L. Seiler         | 16                | 0                 | 2                 | 0                 | 3                    | 0                    | 0                    | 0                    | 19       | 0      | 2           | 0          |
| C. Schiewe        | 22                | 4                 | 2                 | 0                 | 3                    | 1                    | 0                    | 0                    | 25       | 5      | 2           | 0          |
| S. Schmutzler     | 9                 | 1                 | 0                 | 0                 | 1                    | 0                    | 0                    | 0                    | 10       | 1      | 0           | 0          |
| K. Schroffenegger | 11                | -21               | 0                 | 0                 | 2                    | -3                   | 0                    | 0                    | 13       | -24    | 0           | 0          |
| S. Schwarz        | 0                 | 0                 | 0                 | 0                 | -                    | -                    | -                    | -                    | 0        | 0      | 0           | 0          |
| J. Stübing        | 5                 | 0                 | 0                 | 0                 | 1                    | 0                    | 0                    | 0                    | 6        | 0      | 0           | 0          |
| S. Treml          | 4                 | 1                 | 0                 | 0                 | -                    | -                    | -                    | -                    | 4        | 1      | 0           | 0          |
| S. Utes           | 13                | 0                 | 0                 | 0                 | 0                    | 0                    | 0                    | 0                    | 13       | 0      | 0           | 0          |